# Ніколь Еністон
Е́шлі Ніко́ль Мі́ллер (англ. Ashley Nicole Miller; нар. 9 вересня 1987, Сан-Дієго, Каліфорнія, США), відома як Ніко́ль Е́ністон (англ. Nicole Aniston) — американська порноакторка.

## Життєпис
Народилася 9 вересня 1987 року в Сан-Дієго, США. Має німецьке та грецьке коріння. Працювала в італійському ресторані.
В порноіндустрію потрапила в 2010 році.
У 2011 році перенесла операцію зі збільшення грудей. Була «кішечкою місяця» порножурналу «Penthouse» у серпні 2012 року та «кішечкою року» у 2013 році.
За даними на 2020 рік знялася у понад 520 порнофільмах.

## Вибрана фільмографія
- 2010 — Official Californication Parody[25]
- 2011 — Bang Bus 35[en]
- 2011 — This Ain't Fox News XXX
- 2011—2018 — Big Tits at Work
- 2012 — OMG It's the Flashdance: XXX Parody — Крістал
- 2012 — Tomb Raider XXX: An Exquisite Films Parody
- 2012 — This Ain't the Smurfs XXX
- 2012 — Thor XXX: An Extreme Comixxx Parody
- 2012 — Men in Black: A Hardcore Parody
- 2012 — Women Seeking Women 86
- 2012 — Спартак MMXII: Початок
- 2012 — Xena XXX: An Exquisite Films Parody — Афродіта
- 2016 — XXX-Men: Shagging the Shapeshifter (XXX Parody)
- 2017 — The Parodies 8. Girl In Her Shell: A XXX Parody
- 2017 — Interracial Icon 5
- 2018 — Anal Beauty 8
- 2018 — Black & White 11
- 2020 — Reboot Camp

## Нагороди та номінації

### AVN Award
| Рік  | Категорія                                   | Робота                                                                      | Результат |
| ---- | ------------------------------------------- | --------------------------------------------------------------------------- | --------- |
| 2013 | «Найжорсткіша» сцена                        | Men in Black: A Hardcore Parody (разом з Мією Лілені та Бредом Армстронгом) | Номінація |
| 2015 | Премія фанатів: Найкращі «буфери»           |                                                                             | Номінація |
| 2017 | Найкраща сцена лесбійського групового сексу | Tasty Treats                                                                | Номінація |

### XBIZ Award
| Рік  | Категорія                 | Робота                       | Результат |
| ---- | ------------------------- | ---------------------------- | --------- |
| 2012 | Найкраща нова старлетка   |                              | Номінація |
| 2013 | Найкраща виконавиця року  |                              | Номінація |
| 2014 | Найкраща лесбійська сцена | Girls Who Love Girls 1       | Номінація |
| 2015 | Найкраща сцена — Віньєтка | Tonight's Girlfriend 24      | Номінація |
| 2016 | Найкраща сцена — Віньєтка | 2 Chicks Same Time 20        | Номінація |
| 2017 | Найкраща сцена — Віньєтка | Tonight's Girlfriend 55      | Номінація |
| 2018 | Найкраща сцена — Комедія  | Viking Girls Gone Horny      | Номінація |
| 2019 | Найкраща сцена — Віньєтка | Pussy Is The Best Medicine 2 | Номінація |
| 2020 | Найкраща сцена — Віньєтка | Icons 2                      | Номінація |